# Scranton (Iowa)
Scranton és una població dels Estats Units a l'estat d'Iowa. Segons el cens del 2000 tenia 604 habitants.

## Demografia
Segons el cens del 2000, Scranton tenia 604 habitants, 258 habitatges, i 157 famílies. La densitat de població era de 124 habitants/km².
Dels 258 habitatges en un 28,7% hi vivien nens de menys de 18 anys, en un 50% hi vivien parelles casades, en un 7,8% dones solteres, i en un 38,8% no eren unitats familiars. En el 34,9% dels habitatges hi vivien persones soles el 17,8% de les quals corresponia a persones de 65 anys o més que vivien soles. El nombre mitjà de persones vivint en cada habitatge era de 2,34 i el nombre mitjà de persones que vivien en cada família era de 3,05.
Per edats la població es repartia de la següent manera: un 26,5% tenia menys de 18 anys, un 7,8% entre 18 i 24, un 22,4% entre 25 i 44, un 24,2% de 45 a 60 i un 19,2% 65 anys o més.
L'edat mediana era de 39 anys. Per cada 100 dones de 18 o més anys hi havia 90,6 homes.
La renda mediana per habitatge era de 29.375 $ i la renda mediana per família de 38.542 $. Els homes tenien una renda mediana de 27.411 $ mentre que les dones 17.188 $. La renda per capita de la població era de 13.836 $. Entorn del 10,6% de les famílies i el 13,1% de la població estaven per davall del llindar de pobresa.

## Poblacions més properes
El següent diagrama mostra les poblacions més properes.